# 800 km di Selangor
La 800 km di Selangor è stata una corsa automobilistica di velocità in circuito, valida per il Campionato mondiale sportprototipi nel 1985.

## Albo d'oro
| Anno | Nome               | Piloti                 | Vettura | Resoconto |
| ---- | ------------------ | ---------------------- | ------- | --------- |
| 1985 | 800 km di Selangor | Jochen Mass Jacky Ickx | Porsche | Resoconto |